# Інтенсивність землетрусу
Інтенсивність землетрусу (англ. Intensity of earthquake) — міра впливу землетрусу на об'єкти, що виражається балами сейсмічної шкали в залежності від ступеня руйнування типових будівель і споруд, відчуттів очевидців, змін земної поверхні.

## Загальна характеристика
Інтенсивність прояву землетрусів на поверхні вимірюється в балах і залежить від глибини осередка і магнітуди землетрусу, що служить мірою його енергії. Максимальне відоме значення магнітуди наближається до дев'яти. Магнітуда пов'язана з повною енергією землетрусу, але ця залежність не пряма, а логарифмічна, зі збільшенням магнітуди на одиницю енергія зростає в 32 рази, тобто при поштовху з магнітудою 6 вивільняється в 32 рази більше енергії, ніж з магнітудою 5, і майже в 1 000 разів більше, ніж з магнітудою чотири. Часто в засобах масової інформації, що оповіщають про сейсмічні катастрофи, ототожнюється шкала магнітуд (шкала Ріхтера) та сейсмічна шкала інтенсивності, вимірювана в сейсмічних балах, оскільки журналісти, що сповіщають про землетрус у 12 балів «за шкалою Ріхтера» плутають магнітуду з інтенсивністю. Інтенсивність тим більша, чим ближче до поверхні розташований осередок, так, наприклад, якщо осередок землетрусу з магнітудою, що дорівнює 8, знаходиться на глибині 10 км, то на поверхні інтенсивність складе балів 11–12; при такій самій магнітуді, але на глибині 40—50 км вплив на поверхні зменшується до 9–10 балів.
Сейсмічні рухи складні, але піддаються класифікації. Існує велика кількість сейсмічних шкал, які можна звести до трьох основних груп. В Україні та інших країнах колишнього СРСР застосовується найбільш широко використовувана у світі 12-бальна шкала MSK-64 (Медведєва-Шпонхоєра-Карніка) висхідна до шкали Меркалі-Канкані (1902), в країнах Латинської Америки прийнята 10-бальна шкала Россі-Фореля (1883), в Японії — 7-бальна шкала. Оцінка інтенсивності, в основу якої покладені побутові наслідки землетрусу, яку легко розрізняти навіть недосвідченим спостерігачем, в сейсмічних шкалах різних країн різна. У найбільш простому і зручному вигляді відчуття і спостереження представлені в схематизованій короткій описовій шкалі (варіант MSK), якою може користуватися кожен.
| Бал | Прояви |
| 1   | Не відчувається ніким, реєструється тільки сейсмічними приладами                                                                               |
| 2   | Відчувається іноді людьми, що знаходяться в спокійному стані                                                                                   |
| 3   | Відчувається небагатьма, більш сильно проявляється в приміщеннях на верхніх поверхах                                                           |
| 4   | Відчувається багатьма (особливо в приміщенні), у нічний час дехто прокидається. Можливий дзвін посуду, деренчання скла в вікнах, хлопки дверей |
| 5   | Відчувається майже всіма, багато хто вночі прокидається. Хитання висячих предметів, тріщини в шибках і штукатурці                              |
| 6   | Відчувається всіма, осипається штукатурка, легкі руйнування будівель                                                                           |
| 7   | Тріщини в штукатурці і відколювання окремих шматків, тонкі тріщини в стінах. Поштовхи відчуваються в автомобілях                               |
| 8   | Великі тріщини в стінах, падіння труб, пам'ятників. Тріщини на крутих схилах і на сирому ґрунті                                                |
| 9   | Обвалення стін, перекриттів покрівлі в деяких будівлях, розриви підземних трубопроводів                                                        |
| 10  | Обвали багатьох будівель, викривлення залізничних рейок. Зсуви, обвали, тріщини (до 1 м) в ґрунті                                              |
| 11  | Численні широкі тріщини в землі, обвали в горах, обвалення мостів, тільки деякі кам'яні будівлі зберігають стійкість                           |
| 12  | Значні зміни рельєфу, відхилення течії річок, предмети підлітають в повітря, тотальне руйнування споруд                                        |